# Pennalithus palgongensis
Espèce
Synonymes
- Phrurolithus palgongensis Seo, 1988
- Phrurolithus liaoningensis Song, Zhu, Gao & Guan, 1994

Pennalithus palgongensis est une espèce d'araignées aranéomorphes de la famille des Phrurolithidae.

## Distribution
Cette espèce se rencontre en Corée du Sud, en Chine au Liaoning et au Jilin et en Russie en Primorié,,.

## Description
La femelle holotype mesure 3,45 mm.

## Systématique et taxinomie
Cette espèce a été décrite sous le protonyme Phrurolithus palgongensis par Seo en 1988. Elle est placée dans le genre Otacilia par Zamani et Marusik en 2020 puis dans le genre Pennalithus par Kamura en 2021.
Phrurolithus liaoningensis a été placée en synonymie par Namkung en 2002.

## Étymologie
Son nom d'espèce, composé de palgong et du suffixe latin -ensis, « qui vit dans, qui habite », lui a été donné en référence au lieu de sa découverte, le Palgongsan.

## Publication originale
- Seo, 1988 : « Classification of genus Phrurolithus (Araneae: Clubionidae) from Korea. » Journal of the Institute of Natural Sciences, vol. 7, p. 79-90.